# 巴彦淖尔苏木
巴彦淖尔苏木，是中华人民共和国内蒙古自治区兴安盟科尔沁右翼中旗下辖的一个苏木（乡级行政区）。

## 行政区划
巴彦淖尔苏木下辖以下地区：
查干淖尔嘎查、巴力珠尔嘎查、联合嘎查、哈吞乃苏莫嘎查、巴彦淖尔嘎查、广太号嘎查、贵力斯台嘎查、巴彦塔拉嘎查和双榆树嘎查。

## 交通
- 111国道